# Frech wie Oskar
Frech wie Oskar, abgeleitet davon auch Stolz wie Oskar, ist eine vor allem in Mittel- und Nordostdeutschland weit verbreitete vergleichende Redensart.

## Geschichte
Eine frühe Erwähnung dieser Redewendung findet sich im Jahr 1872 in der Freien deutschen Schulzeitung, No. 39, 6. Jg.
Der Ausdruck findet sich 1918 in Ludwig Thomas Altaich, Achtes Kapitel: Wie er sie dutzte, frech wie Oskar!, womit eine Ableitung von realen oder fiktiven Personen des 20. Jahrhunderts ausgeschlossen erscheint. Da es im Badischen Wörterbuch jedoch als bereits für 1917 in Baden-Baden belegt gilt, ist auch eine Ableitung von Ludwig Thoma selbst ausgeschlossen.
In einem im Jahrgang 21 (1916), Heft 52 der Zeitschrift Jugend, S. 1113, erschienenen Artikel scheint dessen Autor eine allgemeine Kenntnis dieser Redensart vorauszusetzen.
Als Buchtitel erscheint die Redewendung dann bei:
- Franz Bauer: Frech wie Oskar. Eine Lausbubengeschichte, 1942
- Oskar = Hans Bierbrauer: Frech wie Oskar. Eine Auswahl von Karikaturen aus der Berliner Morgenpost, 1954; 1968
- Cefischer = Carl Fischer: Frech wie Oskar. In lustigen Bildern gezeichnet, 1956; 1979
- Frech wie Oskar: Prominente erzählen aus ihrer Jugendzeit, München 1976
- Zärtlich, aber frech wie Oskar, Filmkomödie, Deutschland 1980
- Oskar Lafontaine: Frech wie Oskar. Witze und Originaltöne gesammelt von Wolf von Henschelsberg, 1990
- Thoger Birkeland: Frech wie Oskar – Die Chaos-Familie, 1995